# Liste der Bodendenkmale in Süderau
In der Liste der Bodendenkmale in Süderau sind die Bodendenkmale der Gemeinde Süderau nach dem Stand der Bodendenkmalliste des Archäologischen Landesamts Schleswig-Holstein von 2016 aufgelistet. Die Baudenkmale sind in der Liste der Kulturdenkmale in Süderau aufgeführt.
| Denkmal-ID           | Befundart           | Bezeichnung                                    | Zeitstellung | Lage | Bemerkungen | Bild |
| -------------------- | ------------------- | ---------------------------------------------- | ------------ | ---- | ----------- | ---- |
| aKD-ALSH-Nr. 004 780 | Befestigung > Burg  | Burg/Motte/Ringwall/Turmhügel „Alte Steinburg“ | Mittelalter  |      |             |      |
| aKD-ALSH-Nr. 004 781 | Befestigung > Deich | Deich/Koog/Sietwende                           | Mittelalter  |      |             |      |